# Dihloroarcirijaflavin A sintaza
Dihloroarcirijaflavin A sintaza (EC 1.13.12.17, dihloroarcirijaflavinska A sintaza) je enzim sa sistematskim imenom dihlorohromopirolat,NADH:kiseonik 2,5-oksidoreduktaza (formira dihloroarcirijaflavin A). Ovaj enzim katalizuje sledeću hemijsku reakciju
dihlorohromopirolat + 4 O2 + 4 + {\displaystyle \rightleftharpoons } dihloroarcirijaflavin A + 2 CO2 + 6H2O + 4 NAD+
Konverzija dihlorohromopirolata u dihloroarcirijaflavin A je kompleksan process u kome učestvuju dve enzimske komponente. RebP je NAD-zavisna citohrom P450 oksigenaza koja izvodi formiranje aril-aril veze čime se formira šestočlani prsten indolokarbazola. Zajedno sa RebC, flavin-zavisnom hidroksilaza, on takođe katalizuje oksidativnu dekarboksilaciju obe karboksilne grupe.

## Literatura
- Nicholas C. Price; Lewis Stevens (1999). Fundamentals of Enzymology: The Cell and Molecular Biology of Catalytic Proteins (Third изд.). USA: Oxford University Press. ISBN 019850229X.
- Eric J. Toone (2006). Advances in Enzymology and Related Areas of Molecular Biology, Protein Evolution (Volume 75 изд.). Wiley-Interscience. ISBN 0471205036.
- Branden C; Tooze J. Introduction to Protein Structure. New York, NY: Garland Publishing. ISBN 0-8153-2305-0.
- Irwin H. Segel. Enzyme Kinetics: Behavior and Analysis of Rapid Equilibrium and Steady-State Enzyme Systems (Book 44 изд.). Wiley Classics Library. ISBN 0471303097.

## Spoljašnje veze
- Dichloroarcyriaflavin+A+synthase на 